# کوه بورنت (نامیبیا)
کوه بورنت (به لاتین: Burnt Mountain) یک کوه و منظر فرهنگی در نامیبیا است که در منطقه کوننه واقع شده‌است.